# Torsten Fenslau
Torsten Fenslau (23 de abril de 1964 - 6 de noviembre de 1993) fue un disc jockey y productor musical alemán que puede ser nombrado como un importante pionero del sonido de Frankfurt. Fundó su propia compañía discográfica, Abfahrt Records, a través de la cual publicó los discos Culture Beat, Die Schwarze Zone y Heute ist ein guter Tag zu sterben. Alcanzó la fama gracias a su proyecto Culture Beat, fundado en 1989 y autores de la canción "Mr. Vain", que coronó las listas de éxitos en muchos países europeos.
Firmó algunos de sus trabajos con el alias "Out Of The Ordinary". 
Fenslau murió en un accidente de tránsito cerca de la ciudad alemana de Messel el 6 de noviembre de 1993.